# Comuna Kozubivka, Domanivka
Kozubivka (în ucraineană Козубівка) este o comună în raionul Domanivka, regiunea Mîkolaiiv, Ucraina, formată din satele Horeanka, Kozubivka (reședința) și Novokantakuzivka.

## Demografie
Componența lingvistică a comunei Kozubivka
     Ucraineană (85,41%)
     Română (8,84%)
     Rusă (2,48%)
     Romani (1,86%)
     Alte limbi (0,09%)
Conform recensământului din 2001, majoritatea populației comunei Kozubivka era vorbitoare de ucraineană (85,41%), existând în minoritate și vorbitori de română (8,84%), rusă (2,48%), romani (1,86%) și găgăuză (1,06%).